# Гришата
Гриша́та (рос. Гришата) — присілок у складі Афанасьєвського району Кіровської області, Росія. Входить до складу Борського сільського поселення.
Населення становить 1 особа (2010, 6 у 2002).
Національний склад станом на 2002 рік — росіяни 100 %.